# Aba Gertner
Aba Gertner lut też Abuś Gertner (ur. ok. 1924 w Ostrowcu, zm. 1943) – polski działacz konspiracji żydowskiej w trakcie II wojny światowej, uczestnik powstania w getcie warszawskim.

## Życiorys
Pochodził w Ostrowca. Jego rodzice byli zamożnymi hurtownikami cukru. Jego młodszą siostrą była Bajla Gertner (po wojnie zamordowana w trakcie tzw. pogromu kieleckiego w 1946 roku). Aba kształcił się w religijnej szkole podstawowej Jawne oraz w gimnazjum państwowym. W trakcie okupacji niemieckiej związał się z młodzieżowym ruchem Ha-Szomer Ha-Cair, w ramach którego prowadził bibliotekę gniazda w rodzinnym Ostrowcu. W lutym 1943 dotarł do Warszawy, gdzie w kwietniu tego samego roku wziął udział w powstaniu w getcie warszawskim jako uczestnik walk na terenie szopów Toebbensa-Schultza. Zginął mając 19 lat.

## Odniesienia
Siostra Aby, Bela (Bajla Gertner) jest bohaterką wiersza Jacka Podsiadły pt. Słup ze słów. W wierszu tym Aba jako brat Beli przywoływany jest kilkakrotnie między innymi w słowach:

„Trzech z mojej strony”,
„Lejbuś, pamiętaj,
tylko nie obóz!”.
To chłopcy z ŻOB-u,
wyrwani z szopów
Lejb, Cwi i Abuś,
patrzą sposobu,
żeby do grobu
zabrać ze sobą
maksimum szkopów,
obmierzłych szwabów
warczących obok.